# 3101 Goldberger
3101 Goldberger è un asteroide della fascia principale. Scoperto nel 1978, presenta un'orbita caratterizzata da un semiasse maggiore pari a 1,9788546 UA e da un'eccentricità di 0,0462846, inclinata di 28,55201° rispetto all'eclittica.
Dall'8 novembre 1984 al 2 luglio 1985, quando 3254 Bus ricevette la denominazione ufficiale, è stato l'asteroide denominato con il più alto numero ordinale. Prima della sua denominazione, il primato era di 3058 Delmary.
L'asteroide è dedicato al professore statunitense Marvin Leonard Goldberger, direttore del California Institute of Technology.